# Selección de fútbol sala de Haití
La Selección de fútbol sala de Haití es el equipo que representa al país en la Copa Mundial de fútbol sala de la FIFA y en el Campeonato de Futsal de Concacaf; y es controlado por la Federación Haitiana de Fútbol.

## Estadísticas

### Copa Mundial de Futsal FIFA
| Copa Mundial de fútbol sala de la FIFA | Copa Mundial de fútbol sala de la FIFA | Copa Mundial de fútbol sala de la FIFA | Copa Mundial de fútbol sala de la FIFA | Copa Mundial de fútbol sala de la FIFA | Copa Mundial de fútbol sala de la FIFA | Copa Mundial de fútbol sala de la FIFA | Copa Mundial de fútbol sala de la FIFA |
| Año                                    | Ronda                                  | J                                      | G                                      | E                                      | P                                      | GF                                     | GC                                     |
| -------------------------------------- | -------------------------------------- | -------------------------------------- | -------------------------------------- | -------------------------------------- | -------------------------------------- | -------------------------------------- | -------------------------------------- |
| 1989 - 2004                            | No participó                           | No participó                           | No participó                           | No participó                           | No participó                           | No participó                           | No participó                           |
| 2008                                   | No clasificó                           | No clasificó                           | No clasificó                           | No clasificó                           | No clasificó                           | No clasificó                           | No clasificó                           |
| 2012                                   | No participó                           | No participó                           | No participó                           | No participó                           | No participó                           | No participó                           | No participó                           |
| 2016                                   | No participó                           | No participó                           | No participó                           | No participó                           | No participó                           | No participó                           | No participó                           |
| 2021                                   | No clasificó                           | No clasificó                           | No clasificó                           | No clasificó                           | No clasificó                           | No clasificó                           | No clasificó                           |
| 2024                                   | No clasificó                           | No clasificó                           | No clasificó                           | No clasificó                           | No clasificó                           | No clasificó                           | No clasificó                           |
| Total                                  | 0/10                                   | -                                      | -                                      | -                                      | -                                      | -                                      | -                                      |

### Campeonato de Futsal de Concacaf
| Campeonato de Futsal de Concacaf | Campeonato de Futsal de Concacaf | Campeonato de Futsal de Concacaf | Campeonato de Futsal de Concacaf | Campeonato de Futsal de Concacaf | Campeonato de Futsal de Concacaf | Campeonato de Futsal de Concacaf | Campeonato de Futsal de Concacaf |
| Año                              | Ronda                            | J                                | G                                | E                                | P                                | GF                               | GC                               |
| -------------------------------- | -------------------------------- | -------------------------------- | -------------------------------- | -------------------------------- | -------------------------------- | -------------------------------- | -------------------------------- |
| 1996                             | No clasificó                     | No clasificó                     | No clasificó                     | No clasificó                     | No clasificó                     | No clasificó                     | No clasificó                     |
| 2000                             | No clasificó                     | No clasificó                     | No clasificó                     | No clasificó                     | No clasificó                     | No clasificó                     | No clasificó                     |
| 2004                             | No clasificó                     | No clasificó                     | No clasificó                     | No clasificó                     | No clasificó                     | No clasificó                     | No clasificó                     |
| 2008                             | Fase de grupos                   | 3                                | 0                                | 0                                | 3                                | 3                                | 23                               |
| 2012                             | No clasificó                     | No clasificó                     | No clasificó                     | No clasificó                     | No clasificó                     | No clasificó                     | No clasificó                     |
| 2016                             | No clasificó                     | No clasificó                     | No clasificó                     | No clasificó                     | No clasificó                     | No clasificó                     | No clasificó                     |
| 2021                             | Fase de grupos                   | 2                                | 0                                | 0                                | 2                                | 2                                | 11                               |
| 2024                             | Fase de grupos                   | 3                                | 0                                | 0                                | 3                                | 7                                | 21                               |
| Total                            | 2/8                              | 8                                | 0                                | 0                                | 8                                | 12                               | 55                               |